# Horaimivka, Manevîci
Horaimivka (în ucraineană Гораймівка) este localitatea de reședință a comunei Horaimivka din raionul Manevîci, regiunea Volînia, Ucraina.

## Demografie
Componența lingvistică a localității Horaimivka
     Ucraineană (99,92%)
     Alte limbi (0,08%)
Conform recensământului din 2001, majoritatea populației localității Horaimivka era vorbitoare de ucraineană (99,92%), existând în minoritate și vorbitori de alte limbi.